# Parní vodárna Chválkovice
Parní vodárna Chválkovice (Nederlands: Stoompompstation Chválkovice) is een door stoom aangedreven waterpompstation in Chválkovice, een stadsdeel van de Moravische stad Olomouc. Het pompstation is in 1889 gebouwd en sinds 1958 beschermd als een cultureel monument (kulturní památka). De Pární vodárna Chválkovice is het enige stoompompstation in Tsjechië dat in functionele staat bewaard is gebleven.

## Fotogalerij

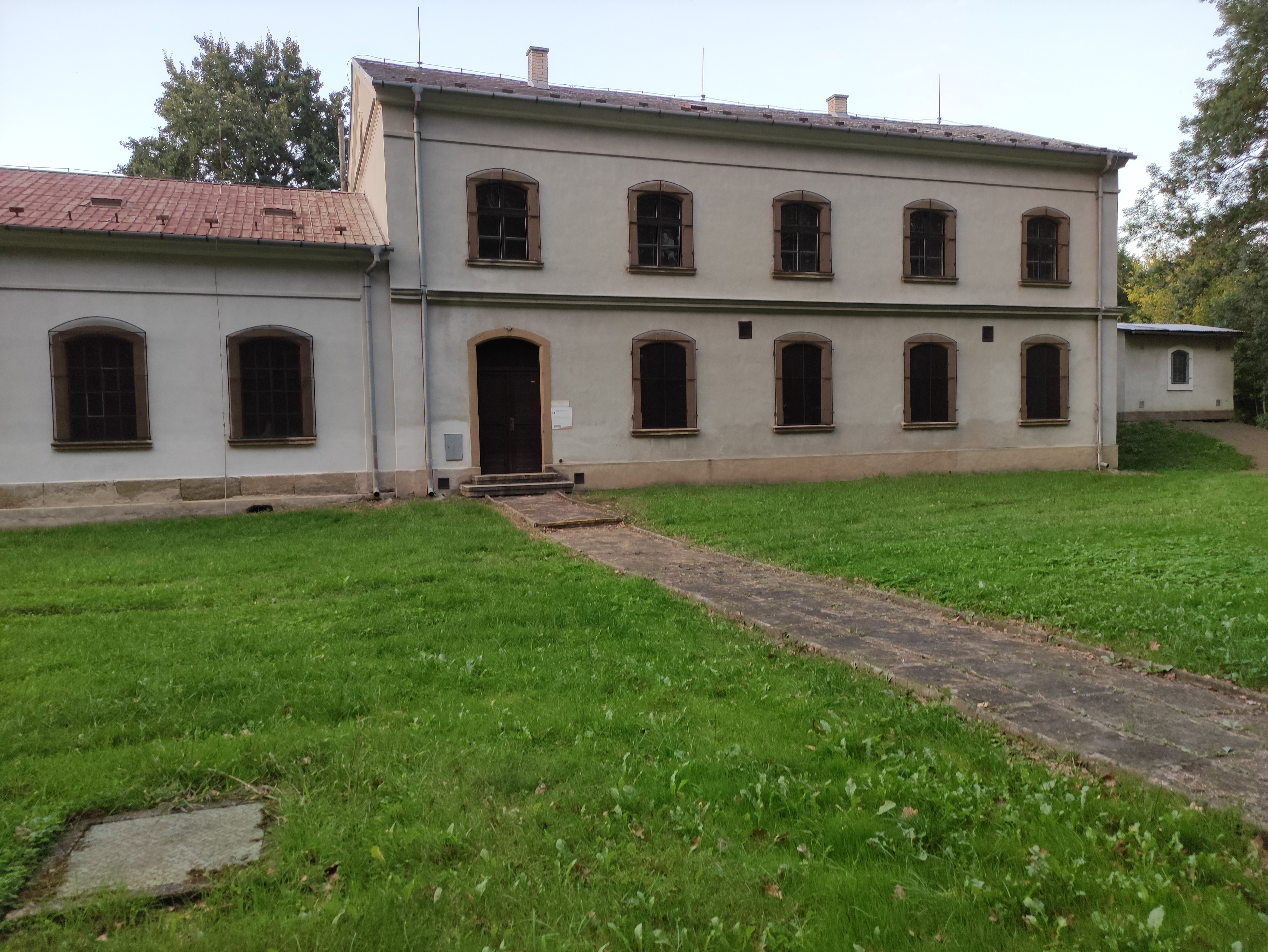
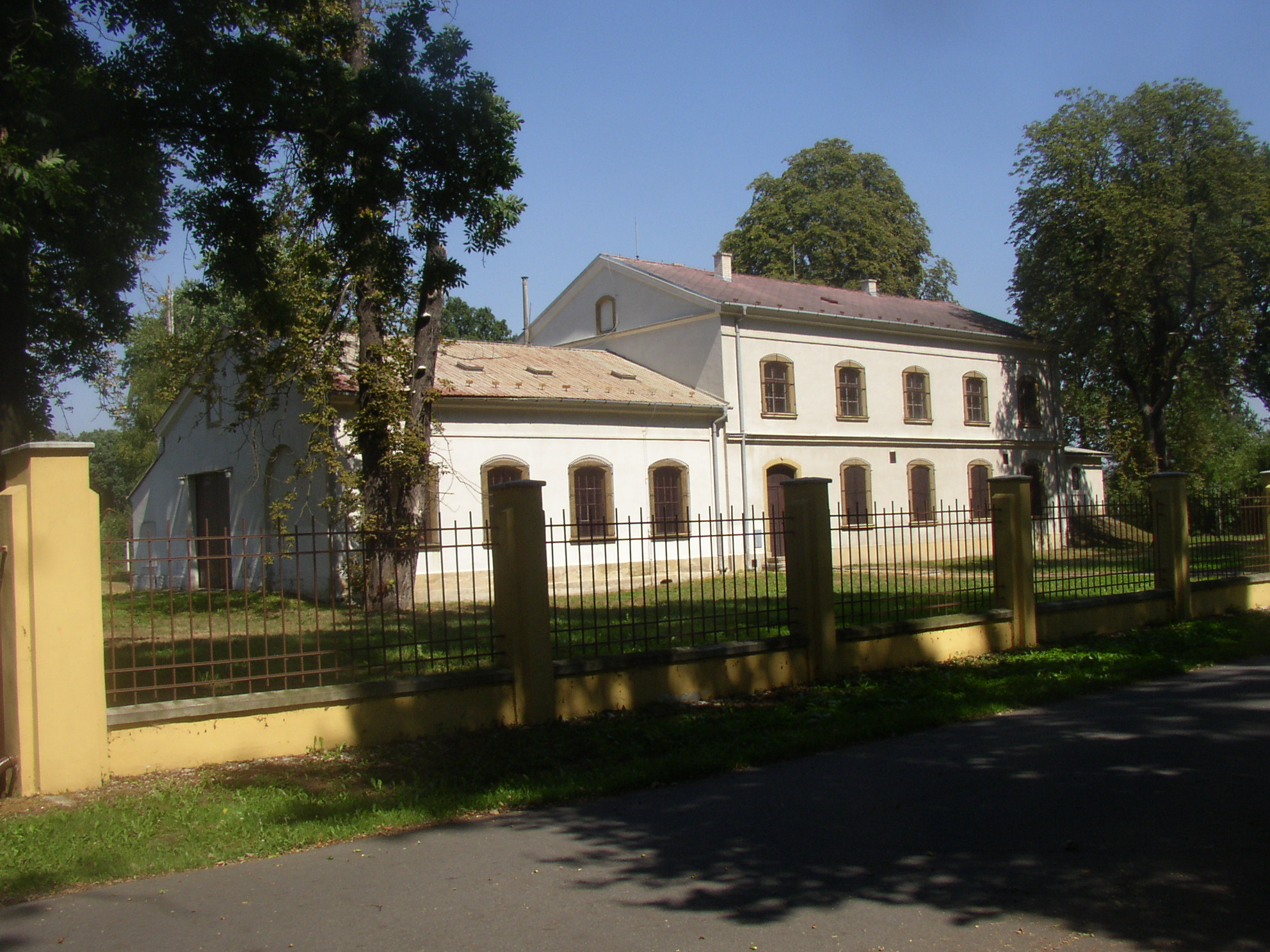
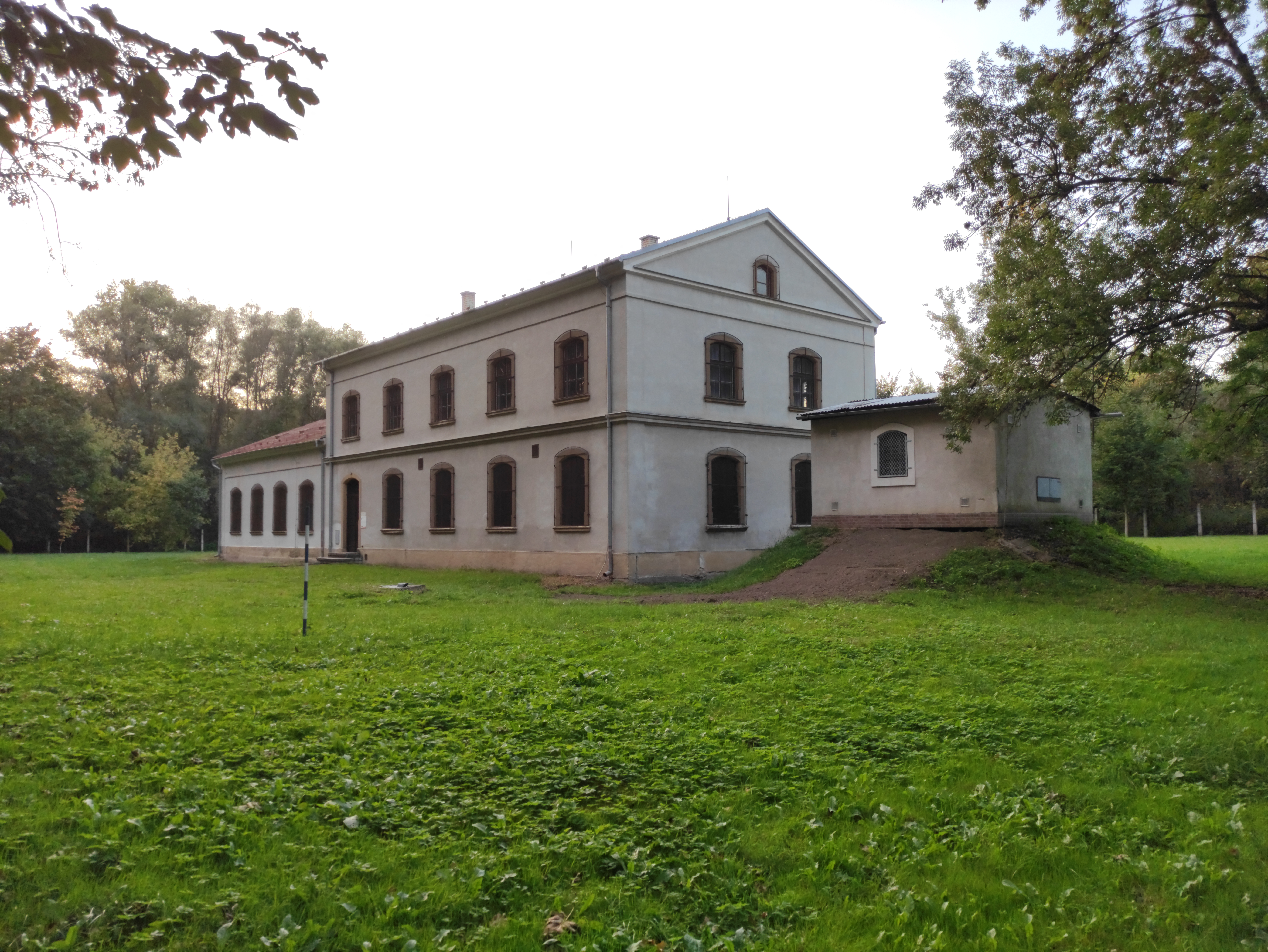
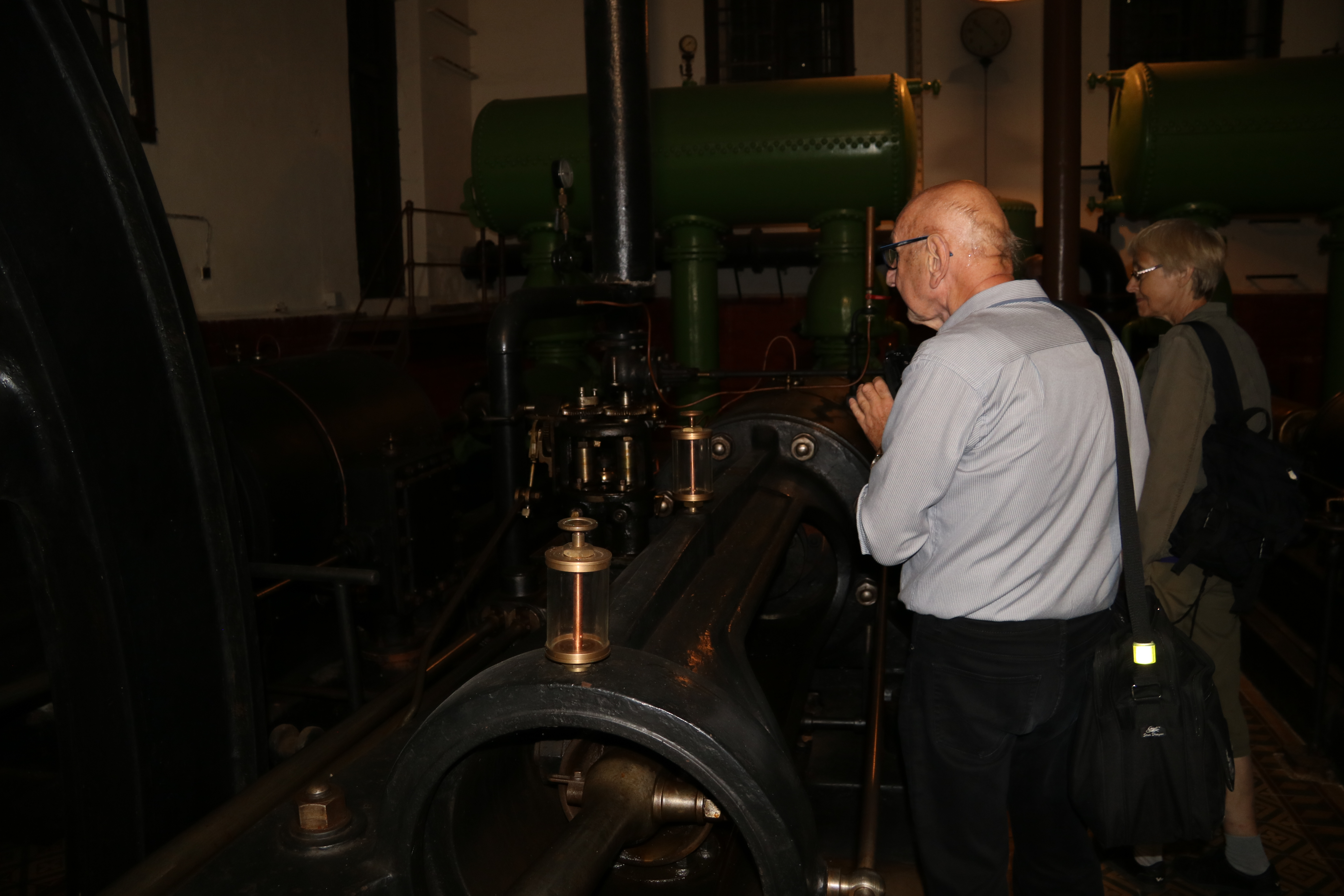
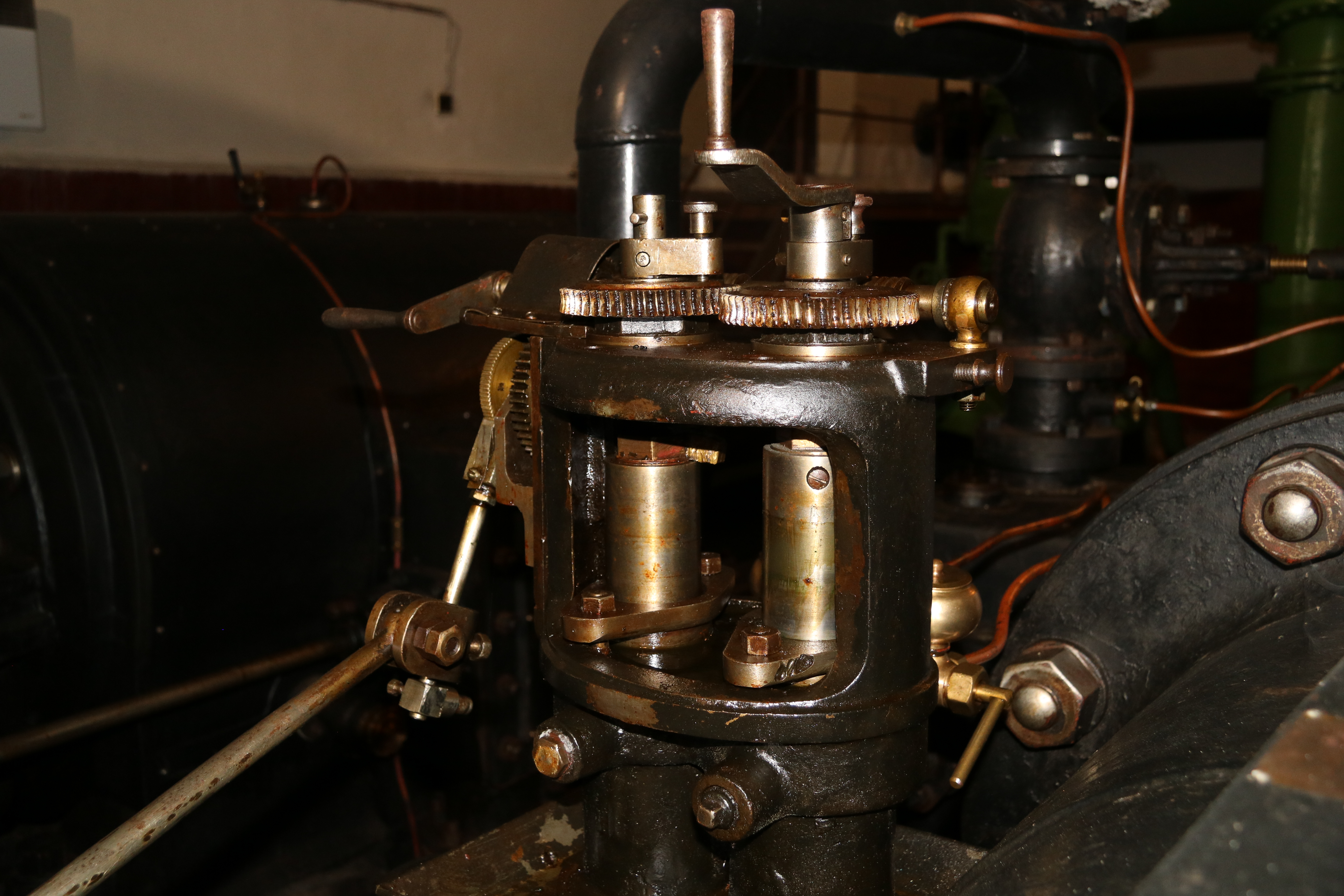
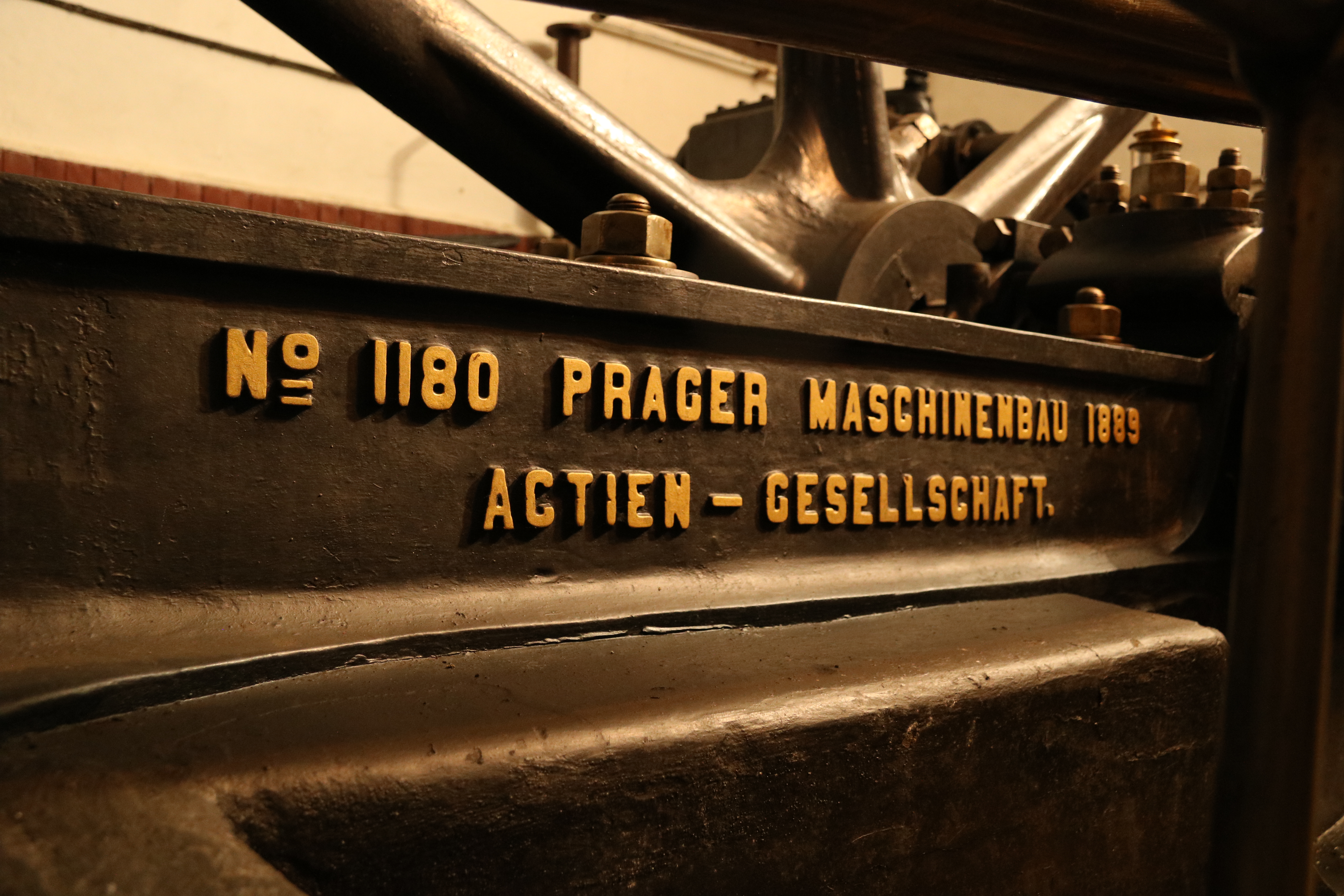
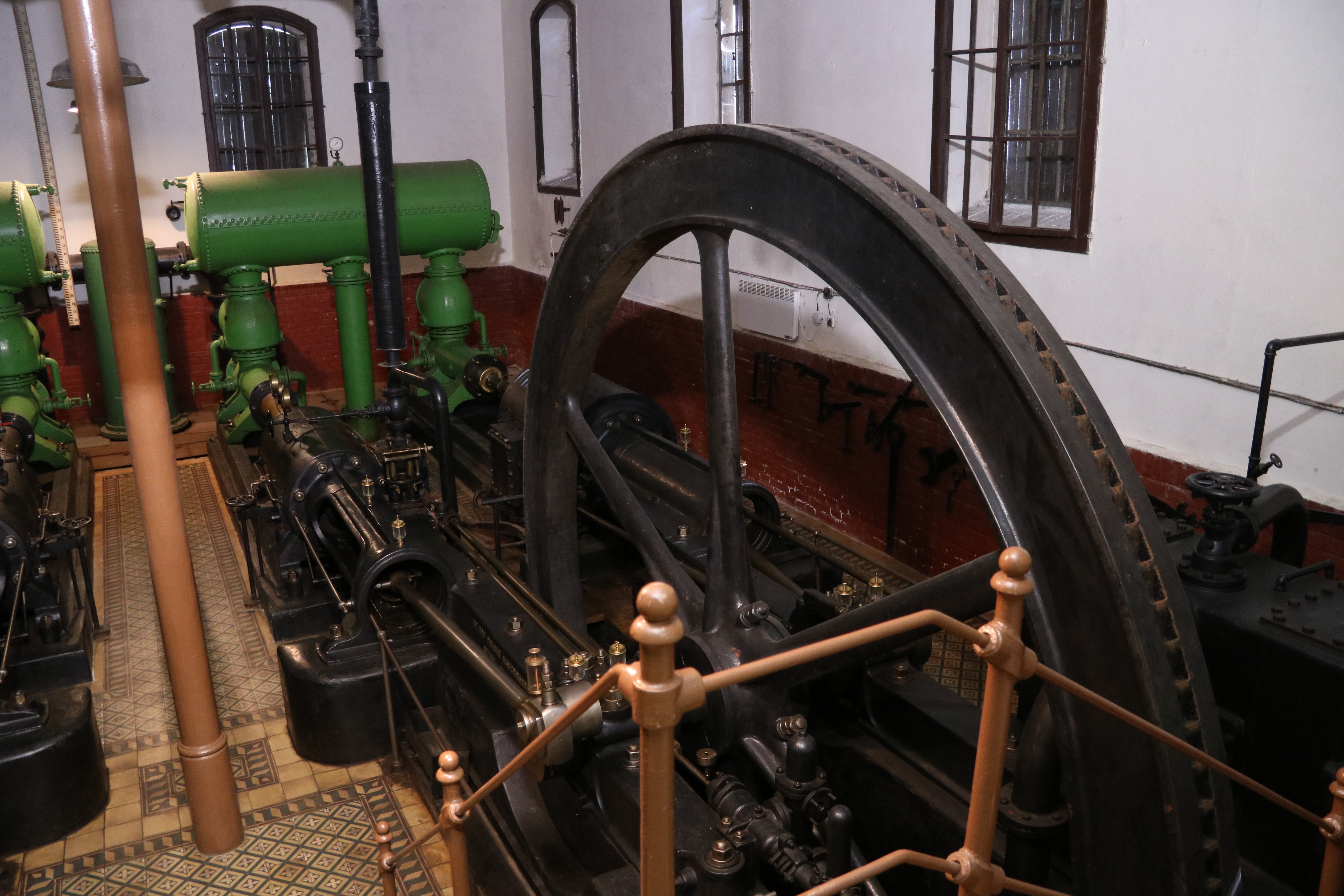
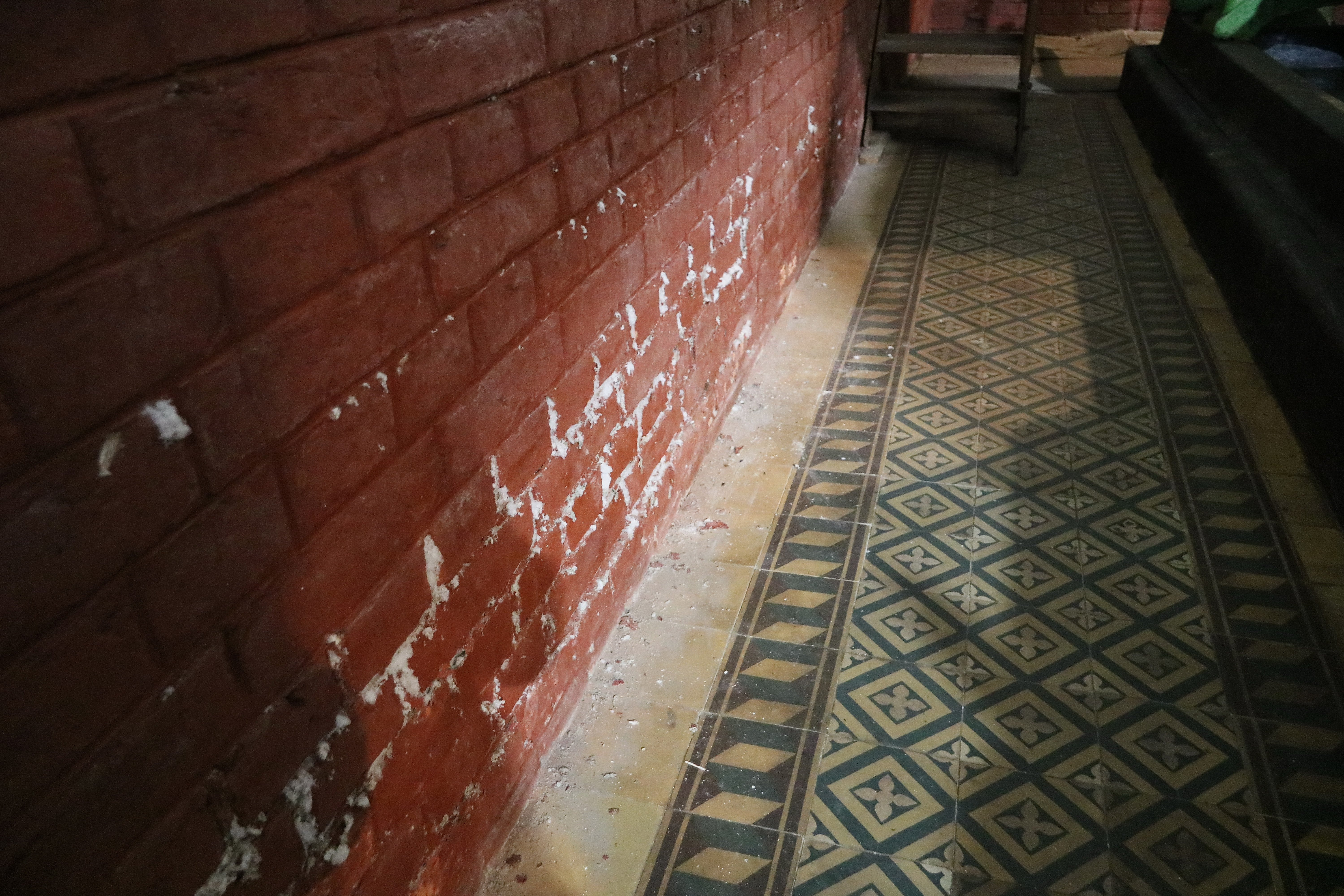
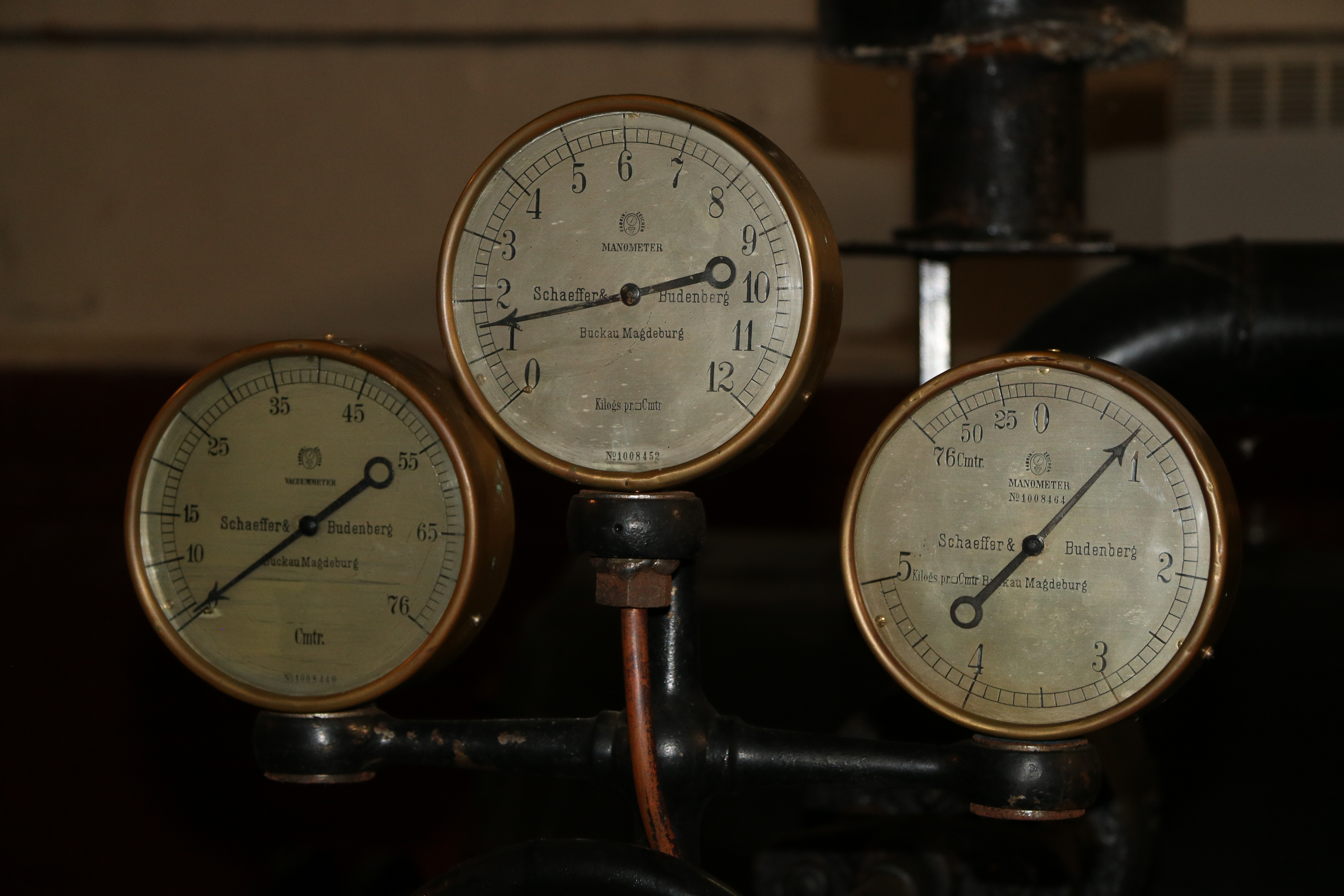
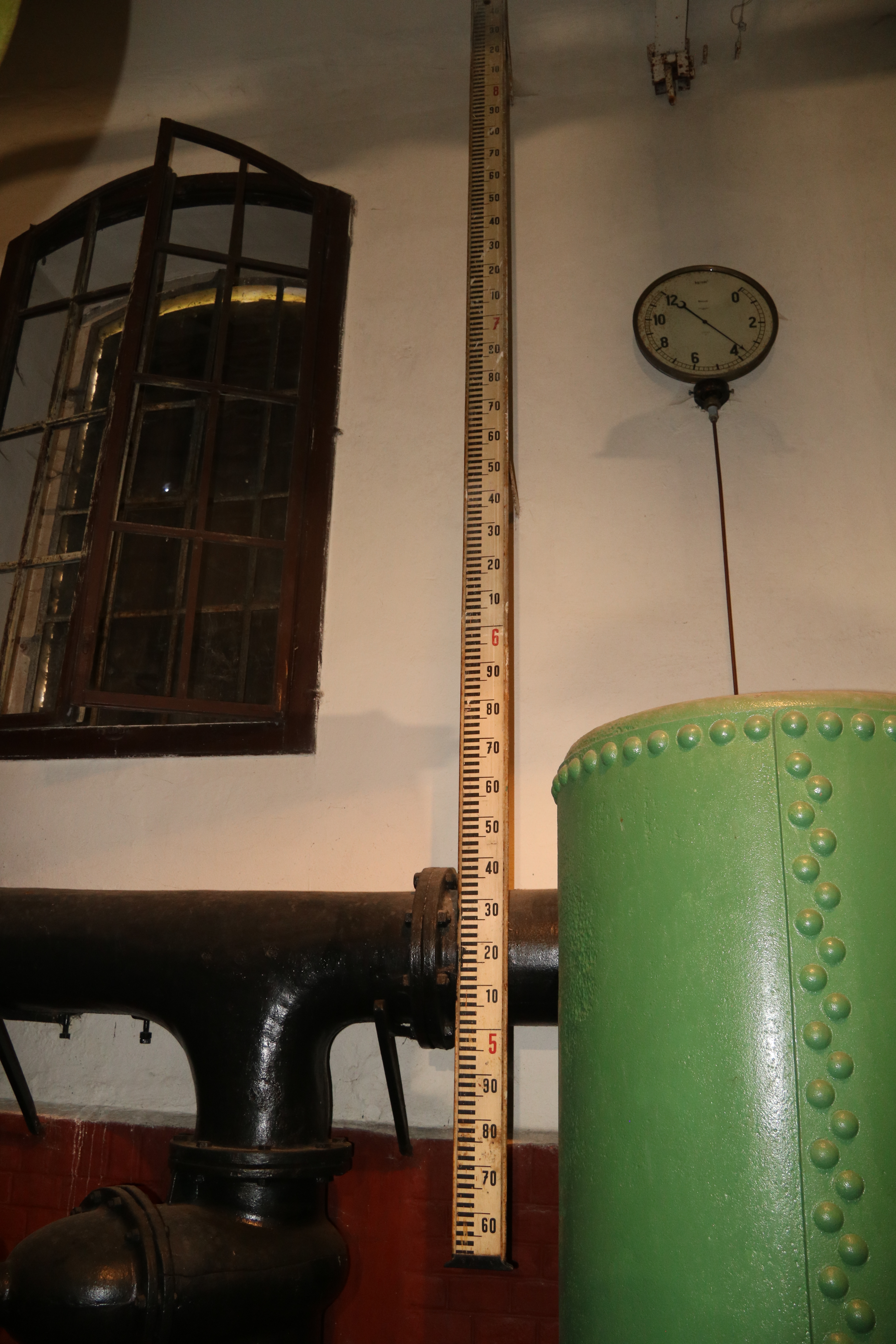